# 2021년 후쿠시마현 해역 지진
2021년 후쿠시마현 해역 지진(일본어: 2021年福島県沖地震)은 2021년 2월 13일 오후 11시 7분경 일본 후쿠시마현 해역에서 발생한 규모 7.3의 지진이다. 피해 규모로는 후쿠시마현에서 도쿄도까지 광범위하게 퍼져 있어 일본의 동부 일원을 중심으로 피해가 계속 속출되기도 하고 있으나, 이 지진이 2011년 당시의 도호쿠 지방 태평양 해역 지진의 여진인 것으로 파악되며, 재산 피해는 약 530억원대에 이른다.

## 진도
아래는 일본 기상청 진도 계급 기준 진도5약 이상을 관측한 지역이다.
| 진도 | 도도부현   | 시구정촌 |
| ---- | ---------- | --- |
| 6강  | 미야기현   | 자오정 |
| 6강  | 후쿠시마현 | 소마시 구니미정 신치정 |
| 6약  | 미야기현   | 이시노마키시 이와누마시 도메시 가와사키정 와타리정 야마모토정 |
| 6약  | 후쿠시마현 | 후쿠시마시 고리야마시 스카가와시 미나미소마시 다테시 모토미야시 고오리정 가와마타정 덴에이촌 히로노정 나라하정 가와우치촌 오쿠마정 후타바정 나미에정                                                                               |
| 5강  | 미야기현   | 센다이시(아오바구 미야기노구 와카바야시구) 시오가마시 시로이시시 나토리시 가쿠다시 구리하라시 히가시마쓰시마시 오사키시 오가와라정 무라타정 시바타정 마루모리정 마쓰시마정 시치가하마정 리후정 오사토정 오히라촌 와쿠야정 미사토정 |
| 5강  | 후쿠시마현 | 이와키시 시라카와시 니혼마쓰시 다무라시 오타마촌 가가미이시정 이나와시로정 이즈미자키촌 나카지마촌 야부키정 다마카와촌 아사카와정 오노정 도미오카정 가쓰라오촌 이타테촌                                                            |
| 5강  | 도치기현   | 다카네자와정 나스정 |
| 5약  | 이와테현   | 이치노세키시 야하바정 |
| 5약  | 미야기현   | 센다이시(다이하쿠구 이즈미구) 다가조시 도미야시 다이와정 시카마정 가미정 |
| 5약  | 야마가타현 | 요네자와시 가미노야마시 나카야마정 시라타카정 |
| 5약  | 후쿠시마현 | 유가와촌 아이즈미사토정 니시고촌 다나구라정 야마쓰리정 이시카와정 히라타촌 후루도노정 미하루정 |
| 5약  | 이바라키현 | 히타치시 쓰치우라시 히타치오타시 가사마시 히타치오미야시 나카시 지쿠세이시 호코타시 시로사토정 도카이촌 |
| 5약  | 도치기현   | 오타와라시 나스카라스야마시 나카가와정 |
| 5약  | 사이타마현 | 가조시 |

일본 방재과학기술연구소의 크라이시스 리스폰스 사이트에 따르면 미야기현 와타리군 야마모토정에서 진도7로 추정되는 영역이 있다고 발표하였다.

## 같이 보기
- 도호쿠 지방 태평양 해역 지진
- 2022년 후쿠시마현 해역 지진